# 斯特勞德 (阿拉巴馬州)
斯特勞德（英語：Stroud）是一個位於美國阿拉巴馬州錢伯斯縣的非建制地區。該地的面積和人口皆未知。

## 地理
斯特勞德的座標為33°03′57″N 85°19′51″W / 33.065833°N 85.330833°W，而該地最高點為海拔高度258米（即846英尺）。